# Estnische Männer-Handballnationalmannschaft
Die estnische Männer-Handballnationalmannschaft vertritt Estland bei Spielen und internationalen Wettbewerben im Männer-Handball. Seit 1995 nimmt die Mannschaft an Qualifikationen zu Welt- und Europameisterschaften teil, konnte sich bisher aber nicht für eine Endrunde qualifizieren.
Im Jahr 2001 unterlag das estnische Team bei der EHF Challenge Trophy mit 22:31 im Finale gegen Lettland.
In der Vorausscheidung zur Handball-Europameisterschaft  der Männer 2016 setzte sich die estnische Auswahl gegen Irland und Belgien durch und verlor jedoch in den Play-off-Spielen gegen die Schweiz.

## Bekannte ehemalige Nationalspieler
- Kaupo Palmar (spielte 2004/05 für die SG Flensburg-Handewitt)